# Alconbury Weston
Alconbury Weston est une paroisse civile et un village du Cambridgeshire, en Angleterre.